# Grabación mecánica
La Grabación mecánica es un método de grabación de sonido, actualmente en desuso. En este método, las vibraciones sonoras son transformadas mediante un transductor, bien electroacústico, o bien electromagnético, en vibraciones eléctricas o magnéticas, respectivamente. 

## Tipos
- Vibración eléctrica, cuando se trata de una cápsula formada por un estilete de cristal (cuarzo) o de cerámica que producen corriente eléctrica por la fricción. Las cápsulas piezoeléctricas están en desuso.

- Vibración magnética, cuando la cápsula forma un imán móvil o una bobina móvil.

Estas vibraciones resultantes (ya sean eléctricas o magnéticas) son transformadas en vibraciones mecánicas, que quedan registradas (grabadas) como surcos labrados en la superficie del soporte: disco (surcos elípticos) o cilindro (surcos helicoidales). 
Las agujas que labran los surcos pueden ser de zafiro o de diamante. Las agujas de zafiro son más económicas que las de diamante pero su vida útil es menor (una media de 100 horas). Por el contrario, las agujas de diamante son mucho más caras, pero multiplican por 10 la vida útil (1.000 horas).
El proceso de grabación se realizaba a una velocidad constante, pero los surcos podían responder, o bien, a una variación de la amplitud (grabación mecánica a velocidad constante), o bien, a una variación de la frecuencia (grabación mecánica a frecuencia constante). 
Uno de los dos parámetros siempre es fijo. Se modulaba el otro en función de la señal sonora original (luego transformada en eléctrica o magnética, según los casos).
La norma RIAA (Recording Industry Association of America; en español: "Asociación de la Industria Discográfica de Estados Unidos") de los años 50, teniendo en consideración que las frecuencias graves utilizan un ancho de surco mucho mayor que las agudas, establecía que para imprimir los discos han de utilizarse los dos sistemas tomando como linde la frecuencia de 1.000 Hz.
- Grabación mecánica a velocidad constante para frecuencias de 20 – 1.000 Hz.
- Grabación mecánica a amplitud constante para frecuencias de 1.000 – 20.000 Hz.

Históricamente han existido diferentes sistemas de grabación mecánica: discos de vinilo, gramófono, fonógrafo, etc., siendo el disco de vinilo el más extendido. A pesar de su nombre, además de vinilo, el soporte de estos discos podía ser de papel, plástico o aluminio.

## Grabación de vinilos
La grabación del disco de vinilo se realizaba en 5 fases:
1. Primero se graba un disco patrón en cera o laca. Se trata de un disco muy débil con un baño de níquel. Es sobre el disco patrón sobre el que la aguja graba el surco. Una vez labrado, se le añade en los surcos una aleación metálica mediante otro baño.
2. Se saca una copia negativa del disco patrón, llamado disco matriz. Se trata de un disco metálico al que se le vuelve añadir otra aleación metálica.
3. Del disco matriz, se toca una copia positiva, a la que se llama disco madre. Si la información del disco madre, una vez ha sido comprobado, es correcta; se repite el proceso hasta obtener 8 discos madre.
4. De cada una de las 8 copias del disco madre, se hacen dos copias negativas, los llamados discos estampadores. En total, 16 estampadores.
5. Es a partir de un disco estampador de donde se saca la copia positiva final, la copia comercial. Esta copia final es la de vinilo (en su defecto, papel, plástico o aluminio).

## Velocidad de grabación
Dependiendo de la velocidad para la que fuera editado un disco, varían el diámetro, el número d estrías y la anchura del surco. Lógicamente, el disco debe reproducirse con idéntica velocidad a la que se ha grabado.
| Velocidad (en RPM) | Diámetro (en centímetros) | Estrías (en unidades) | Ancho del surco (en milímetros) |
| 33                 | 31                        | 180                   | 0,007                           |
| 45                 | 18                        | 133                   | 0,087                           |
| 78                 | 25,4                      | Sin datos             | Sin datos                       |

## Evolución Histórica de los sistemas de grabación mecánica
- el paleófono (no se construyó, pero se registró la patente).
- el fonógrafo.
- el gramófono.
- el disco de vinilo.